# Sergio Sorrentino (velista)
Sergio Sorrentino (Trieste, 19 luglio 1924 – Venezia, 1º luglio 2017) è stato un velista italiano.
Velista campione del mondo nel 1958 in Svezia, europeo nel 1953, nel 1956 e nel 1964, più volte azzurro alle Olimpiadi,  figlio di Edgardo e Valentina Valenti fu anche promotore per la realizzazione dello stadio Rocco, fondatore del porto turistico “Marina Hannibal” e della prima scuola di vela in Italia che in onore del suo maestro di vela titolò “Tito Nordio”.
Uno dei grandi sportivi triestini, ha vissuto lo sport coi valori del sacrificio, impegno e serietà.

## Alcuni suoi ricordi
«Vivo con soddisfazione questo momento della vita perché il mio cammino è stato contrassegnato da felici traguardi e da grandi successi sportivi. Lo sport però è fatto di alti e bassi e ho attraversato anche momenti di amarezza, soprattutto perché ho visto e continuo a vedere troppo immobilismo nei triestini, in particolare nei dirigenti sportivi. Purtroppo è giusto quel verso della canzone dialettale che dice ‘Trieste dormi...el mar se movi apena' – disse in un'intervista fattagli dal quotidiano triestino Il Piccolo – ma continuo a coltivare la speranza che qualcosa possa cambiare in senso positivo».
Quando gli si chiese di rispolverare l'album dei ricordi non ebbe che l'imbarazzo della scelta: «Rammento con gioia il mese trascorso alla corte dei reali di Grecia quando fui loro istruttore di vela, ma anche il momento in cui, dopo una gara internazionale vinta con gran merito, un equipaggio inglese, nostro rivale, ci regalò una bottiglia di whisky per combattere il freddo di quella giornata».
Sorrentino raccontò : che chiamo Hannibal il porto turistico che creò «Scelsi questo per ammirazione nei confronti di Annibale Pellaschier, detto ‘man de oro’, perché un tempo membro del mio equipaggio aggiustava anche il ‘Dragone’ alle Olimpiadi». Sergio Sorrentino è stato anche presidente del Panathlon club Trieste nel triennio '82-'85.

## 2014 Marina Hannibal
Marina Hannibal è una delle strutture più attrezzate del nord Adriatico, ancor prima della sua creazione la sua storia si intreccia al mondo della vela. Sorrentino ebbe l'idea di realizzare a Monfalcone una struttura con personale qualificato in grado di affrontare qualunque necessità dei velisti che a lei si fossero rivolti. Nel 1956 quando assieme ad Annibale “Hannibal” Pelaschier (zio del campione Mauro) iniziò ad allenarsi sui Dragoni nel bacino di Panzano e "battezzò" la parte sud ovest del bacino come luogo ideale per concretizzare la sua visione. La scelta del nome della Marina, come già accennato, fu in onore dell'amico “Hannibal”, infatti quest'ultimo, non era conosciuto solo per le sue doti di velista, ma anche per l'abilità come maestro d'ascia.

## Un inizio con mille difficoltà
Nei primi anni '60 iniziarono, dopo un complicato iter burocratico, l'inizio dei lavori. Occorsero quattro anni per entrare in possesso dell'area e perfezionare l'atto di acquisto con il Ministero della Marina. Nell'agosto 1964 la zona altro non era che acqua, fango, sabbia e canneti. Nel corso dei lavori di bonifica furono recuperati oltre centomila metri cubi di materiale di riporto che vennero pin seguito utilizzati per realizzare la piattaforma dell'Hannibal, il sogno stava realizzandosi così il presidente della vela mondiale Beppe Croce di Genova affermò : “è ubicata geograficamente nella miglior posizione europea, fra est e ovest, con Istria e Dalmazia dirimpettaie, per gente che va per mare coi più alti criteri della nautica.”. Al Marina Hannibal fu fondata la “Tito Nordio”, la prima scuola di vela federale. L'inaugurazione ufficiale della struttura risale al giugno del 1966.

## Il novantesimo compleanno
Il novantesimo compleanno di Sorrentino venne festeggiato nel 2014 presso il Golf Club di Padriciano (Ts), dall'Associazione Atleti Azzurri d'Italia con gli Azzurri di Udine e Gorizia, ebbe un'importante replica il 26 luglio 2014, quando all'Hannibal di Monfalcone gli Azzurri della regione lo celebrarono assieme ad una delle sue barche da competizione, la “Argeste”.
Negli ultimi anni di vita gli fu riconosciuto un vitalizio ai sensi della legge Giulio Onesti.